# Volta a Castella i Lleó 2007
La Volta a Castella i Lleó 2007 va ser la 22a edició d'aquesta cursa ciclista que transcorre per Castella i Lleó. Es va disputar entre el 26 al 30 de març de 2007, sobre un total de 631 km, repartits entre cinc etapes.

## Classificacions finals

### Classificació general
|    | Ciclista                | Equip                | Temps     |
| -- | ----------------------- | -------------------- | --------- |
| 1  | Alberto Contador        | Discovery Channel    | 15h04'15" |
| 2  | Koldo Gil               | Saunier Duval-Prodir | + 36"     |
| 3  | Juan José Cobo          | Saunier Duval-Prodir | + 46"     |
| 4  | Igor Antón              | Euskaltel-Euskadi    | + 48"     |
| 5  | Óscar Sevilla           | Relax-GAM            | + 55"     |
| 6  | David López García      | Caisse d'Epargne     | + 58"     |
| 7  | Jan Hruška              | Relax-GAM            | + 1'05"   |
| 8  | Julián Sánchez Pimienta | Relax-GAM            | + 1'06"   |
| 9  | Manuel Beltrán          | Liquigas             | + 1'13"   |
| 10 | Francisco Ventoso       | Saunier Duval-Prodir | + 1'18"   |

### Altres classificacions
- Classificació per punts.  Francisco Ventoso (Saunier Duval-Prodir)
- Classificació de la muntanya.  Ángel Vallejo (Relax-GAM)
- Combinada.  Alberto Contador (Discovery Channel)
- Classificació per equips.  Saunier Duval-Prodir

## Etapes
| Etapa | Data       | Recorregut                      | Km         | Vencedor d'etapa  | Líder de la general |
| ----- | ---------- | ------------------------------- | ---------- | ----------------- | ------------------- |
| 1a    | 26 de març | Zamora - Zamora                 | 10 km (CRI | Vladímir Karpets  | Vladímir Karpets    |
| 2a    | 27 de març | Zamora - Salamanca              | 157 km     | Francisco Ventoso | Vladímir Karpets    |
| 3a    | 28 de març | Salamanca - Valladolid          | 147,6 km   | Francisco Ventoso | Vladímir Karpets    |
| 4a    | 29 de març | Valladolid - Alt de Navacerrada | 154,4 km   | Alberto Contador  | Alberto Contador    |
| 5a    | 30 de març | Burgo de Osma - Sòria           | 162 km     | Francisco Ventoso | Alberto Contador    |